# Вейтсфілд (Вермонт)
Вейтсфілд (англ. Waitsfield) — місто (англ. town) в США, в окрузі Вашингтон штату Вермонт. Населення — 1844 особи (2020).

## Демографія
Згідно з переписом 2010 року, у місті мешкало 1719 осіб у 776 домогосподарствах у складі 484 родин. Було 1011 помешкання
Расовий склад населення:
| - 97,0 % — білих - 0,9 % — азіатів - 0,3 % — корінних американців - 0,2 % — чорних або афроамериканців - 0,1 % — вихідців з тихоокеанських островів |

До двох чи більше рас належало 1,1 %. Частка іспаномовних становила 1,2 % від усіх жителів.
За віковим діапазоном населення розподілялося таким чином: 21,1 % — особи молодші 18 років, 63,7 % — особи у віці 18—64 років, 15,2 % — особи у віці 65 років та старші. Медіана віку мешканця становила 45,9 року. На 100 осіб жіночої статі у місті припадало 94,2 чоловіків;  на 100 жінок у віці від 18 років та старших — 93,9 чоловіків також старших 18 років.
Середній дохід на одне домашнє господарство  становив 94 808 доларів США (медіана — 78 264), а середній дохід на одну сім'ю — 108 640 доларів (медіана — 95 625). Медіана доходів становила 56 029 доларів для чоловіків та 46 726 доларів для жінок. За межею бідності перебувало 4,5 % осіб, у тому числі 7,5 % дітей у віці до 18 років та 7,6 % осіб у віці 65 років та старших.
Цивільне працевлаштоване населення становило 993 особи. Основні галузі зайнятості: освіта, охорона здоров'я та соціальна допомога — 27,0 %, мистецтво, розваги та відпочинок — 14,9 %, науковці, спеціалісти, менеджери — 13,7 %.